# Gahrū
Gahrū (persiska: كَهرو, گهرو) är en ort i Iran.   Den ligger i provinsen Chahar Mahal och Bakhtiari, i den centrala delen av landet, 400 km söder om huvudstaden Teheran. Gahrū ligger 2 105 meter över havet och antalet invånare är 6 093.
Terrängen runt Gahrū är kuperad åt sydväst, men åt nordost är den bergig. Gahrū ligger nere i en dal.Runt Gahrū är det ganska tätbefolkat, med 62 invånare per kvadratkilometer. Närmaste större samhälle är Boldājī, 17,3 km öster om Gahrū. Trakten runt Gahrū består i huvudsak av gräsmarker.